# Kalnište
Kalnište é um município da Eslováquia, situado no distrito de Svidník, na região de Prešov. Tem 8,66 km² de área e sua população em 2018 foi estimada em 520 habitantes.

## Demografia
| Ano:        | 1994 | 2004   | 2014   | 2024   |
| ----------- | ---- | ------ | ------ | ------ |
| Broj ljudi: | 521  | 558    | 549    | 503    |
| Razlika:    |      | +7,10% | -1,61% | -8,37% |

| Ano:               | 2023 | 2024   |
| ------------------ | ---- | ------ |
| Número de pessoas: | 513  | 503    |
| Diferença:         |      | -1,94% |